# Parafia Świętego Krzyża w Szestnie
Parafia Świętego Krzyża w Szestnie – parafia rzymskokatolicka znajdująca się w archidiecezji warmińskiej, w dekanacie Mrągowo.